# Tele-X
Tele-X war ein Fernsehsatellit, der Fernsehprogramme überwiegend für den skandinavischen Raum verbreitete. Er wurde zunächst von dem schwedisch-norwegischen Joint Venture Nordiska Satellitaktiebolaget (NSAB), später von der Swedish Space Corporation betrieben. Der Satellit basierte auf der Spacebus-300-Plattform von Aérospatiale/MBB und Saab Ericsson Space. Die drei TV-Transponder nutzten das BSS-Band (abweichend aber linear horizontal und vertikal polarisiert), die zwei Daten- und Videotransponder 12/14-GHz (down respektive uplink).
Der Satellit wurde am 2. April 1989 um 02:28:00 UTC vom Centre Spatial Guyanais in Kourou, Franz.-Guayana, ins All befördert. Der Start an Bord einer Ariane-2-Rakete verlief erfolgreich, die Satellitensteuerung erfolgte anschließend von der Erdfunkstelle Esrange (Schweden).
Der Satellit verbreitete die TV-Kanäle TV4 Sweden, Kanal 5 Sweden, NRK und Filmnet, sowie einige Radiokanäle wie TT, The Voice Danmark, Radio Sweden, Rix FM, Mix Megapol und NRJ. Ebenfalls wurde Tele-X für die Internet-Kommunikation von Universitäten in Osteuropa eingesetzt.
Am 16. Januar 1998 war der für die Lageregulierung notwendige Treibstoff aufgebraucht und der Satellit wurde in einen Friedhofsorbit verlegt. TELE-X wurde durch Sirius 3 mit über 15 BSS-Transpondern ersetzt.